# Graham Norton
Graham Norton (Clondalkin, Dublin megye, 1963. április 4. –) ír színész, televíziós műsorvezető, humorista és író, a The Graham Norton Show (2007–jelen) című talkshow házigazdája, 2023-ban az Eurovíziós Dalfesztivál döntőjének egyik műsorvezetője volt. 2009 óta a BBC-n az Eurovíziós Dalfesztivál döntőinek a kommentátora.

## Filmjei
| Év   | Eredeti cím                                     | Szerep          | Jegyzések               | Magyar cím                                     |
| ---- | ----------------------------------------------- | --------------- | ----------------------- | ---------------------------------------------- |
| 1999 | Stargay                                         | Graham Solex    | Canal+                  |                                                |
| 2006 | Another Gay Movie                               | Mr. Puckov      | Luna Pictures           | Amerikai pite melegen                          |
| 2007 | I Could Never Be Your Woman                     | Taylor          | The Weinstein Company   | Anyád lehetnék                                 |
| 2016 | Absolutely Fabulous: The Movie                  | önmaga          | BBC Films               | Pusszantalak, drágám – A film                  |
| 2020 | Eurovision Song Contest: The Story of Fire Saga | önmaga          | Netflix                 | Eurovíziós Dalfesztivál: A Fire Saga története |
| 2020 | Soul                                            | Holdszél (hang) | Pixar Animation Studios | Lelki ismeretek                                |
| 2020 | The Stand In                                    | őnmaga          | Saban Films             | A másik én                                     |

## Televízió
| Év                       | Eredeti cím                                              | Szerep                         | Magyar cím                                     | Jegyzések                                      |
| ------------------------ | -------------------------------------------------------- | ------------------------------ | ---------------------------------------------- | ---------------------------------------------- |
| 1996                     | Carnal Knowledge                                         | társműsorvezető                |                                                | 1 évad                                         |
| 1996–1998                | Father Ted                                               | Father Noel Furlong            |                                                | 3 epizód                                       |
| 1997                     | Bring Me the Head of Light Entertainment                 | önmaga                         |                                                |                                                |
| 1998–2002                | So Graham Norton                                         | műsorvezető                    |                                                | 5 évad                                         |
| 2001                     | Rex the Runt: A Crap Day Out                             |                                |                                                |                                                |
| 2001                     | Rex the Runt: Patio                                      |                                |                                                |                                                |
| 2001                     | The Kumars at No. 42                                     | önmaga                         |                                                |                                                |
| 2002                     | Absolutely Fabulous                                      | önmaga                         | Pusszantlak, drágám!                           | epizód: "Gay”                                  |
| 2002–2003                | V Graham Norton                                          | műsorvezető                    |                                                | 5 évad                                         |
| 2003–2004                | Tough Crowd with Colin Quinn                             | önmaga                         |                                                | 5 epizód                                       |
| 2004–2005                | The Graham Norton Effect                                 | műsorvezető                    |                                                | 13 epizód                                      |
| 2005                     | The Generation Fame                                      | önmaga                         |                                                | TV-film                                        |
| 2005–2006                | Graham Norton's Bigger Picture                           | önmaga                         |                                                |                                                |
| 2005–2006                | Strictly Dance Fever                                     | önmaga                         |                                                |                                                |
| 2006                     | The Last Ever, Ever Footballers' Wives                   | Brendan Spunk                  |                                                |                                                |
| 2006                     | How Do You Solve a Problem Like Maria?                   | műsorvezető                    |                                                | 9 epizód                                       |
| 2007                     | When Will I Be Famous?                                   | önmaga                         |                                                |                                                |
| 2007                     | Who Do You Think You Are?                                | önmaga                         |                                                |                                                |
| 2007                     | Saving Planet Earth                                      | önmaga                         |                                                | epizód: Saving Wolves                          |
| 2007                     | Kathy Griffin: My Life on the D-List                     | önmaga                         |                                                |                                                |
| 2007                     | Robbie the Reindeer in Close Encounters of the Herd Kind | Számítógép hangja              | Robbie, a rénszarvas                           | rövidfilm                                      |
| 2007                     | Live Earth                                               | önmaga                         |                                                | TV Special documentary                         |
| 2007                     | Eurovision Dance Contest 2007                            | műsorvezető                    | 2007-es Eurovíziós Táncverseny                 | TV special                                     |
| 2007–2011 2013–2016 2019 | The British Academy Television Awards                    | műsorvezető                    |                                                |                                                |
| 2007–                    | The Graham Norton Show                                   | műsorvezető                    |                                                | 30 évad                                        |
| 2007                     | Any Dream Will Do                                        | műsorvezető                    |                                                | 11 epizód                                      |
| 2008                     | I'd Do Anything                                          | műsorvezető                    |                                                | 13 epizód                                      |
| 2008                     | The One and Only                                         | önmaga                         |                                                |                                                |
| 2008                     | Eurovision Dance Contest 2008                            | műsorvezető                    | 2008-as Eurovíziós Táncverseny                 | TV special                                     |
| 2009                     | Totally Saturday                                         | önmaga                         |                                                | 1 epizód                                       |
| 2009–2010                | Eurovision: Your Country Needs You                       | műsorvezető                    | Az országodnak szüksége van rád                | 6 epizód                                       |
| 2009–                    | Eurovision Song Contest                                  | UK kommentátor/társműsorvezető | Eurovíziós Dalfesztivál                        |                                                |
| 2010                     | Over the Rainbow                                         | műsorvezető                    |                                                | 18 epizód                                      |
| 2011–2012                | Would You Rather...? with Graham Norton                  | műsorvezető                    | BBC America                                    |                                                |
| 2015                     | Eurovision Song Contest's Greatest Hits                  | társműsorvezető                | Az Eurovíziós Dalfesztivál legnagyobb slágerei | Petra Mede humoristaval                        |
| 2015                     | Adele at the BBC                                         | műsorvezető                    |                                                | Television special                             |
| 2016                     | RuPaul's Drag Race All Stars 2                           | önmaga / vendégbíró            | RuPaul's Drag Race Szupersztárok               |                                                |
| 2016–2019                | Children in Need                                         | műsorvezető                    |                                                | Ade Adepitannal és Mel Giedroyc-szal           |
| 2017                     | Let It Shine                                             | társműsorvezető                |                                                | 6 epizód                                       |
| 2018                     | The Biggest Weekend                                      | önmaga                         |                                                |                                                |
| 2019–                    | RuPaul's Drag Race UK                                    | önmaga / bíro                  |                                                |                                                |
| 2020                     | British Academy Film Awards                              | műsorvezető                    |                                                |                                                |
| 2020                     | Eurovision: Come Together                                | műsorvezető                    |                                                |                                                |
| 2020                     | Eurovision: Europe Shine a Light                         | UK kommentátor                 | Eurovision: Europe Shine a Light               |                                                |
| 2021                     | Queen of the Universe                                    | műsorvezető                    |                                                |                                                |
| 2021                     | Celebrity Gogglebox for Su2c                             | önmaga                         |                                                | Stand Up to Cancer special (évad 18, epizód 5) |
| 2022–                    | RuPaul's Drag Race: UK vs the World                      | önmaga / bíro                  |                                                |                                                |

## Regényei
- Holding. 2016.
- A Keeper. 2018.
- Home Stretch. 2020.

## Fordítás
- Ez a szócikk részben vagy egészben  a   Graham Norton című angol Wikipédia-szócikk fordításán alapul.  Az eredeti cikk szerkesztőit annak laptörténete sorolja fel. Ez a jelzés csupán a megfogalmazás eredetét és a szerzői jogokat jelzi, nem szolgál a cikkben szereplő információk forrásmegjelöléseként.